# Simulium chelevini
Simulium chelevini är en tvåvingeart som först beskrevs av Ivashchenko 1968.  Simulium chelevini ingår i släktet Simulium och familjen knott. Inga underarter finns listade i Catalogue of Life.